# Deuxième bataille de Châtillon (1793)
Pour les articles homonymes, voir Bataille de Châtillon.
Guerre de Vendée
Batailles
La deuxième bataille de Châtillon se déroula lors de la guerre de Vendée.

## Prélude
La prise de Châtillon-sur-Sèvre par les Républicains le 9 octobre a mis les Vendéens dans une position très inquiétante : l'Armée catholique et royale se retrouve dès lors acculée entre Tiffauges et Châtillon. Aussi le 10 octobre, les généraux vendéens de l'Armée d'Anjou et du Haut-Poitou réunissent le conseil militaire. Résolus à ne pas laisser leur « capitale » aux mains des « Bleus », et conscients de l'effet dévastateur que cette perte pourrait avoir sur le moral des troupes, ils décident de lancer immédiatement une contre-attaque pour reprendre le bourg.

## Déroulement
Le 11 octobre, l'armée vendéenne se met en marche. Rapidement elle rencontre sur sa route l'armée républicaine divisée en deux colonnes, l'une commandée par Chalbos, l'autre par Westermann, alors en train de marcher sur Cholet et Mortagne. Les Vendéens lancèrent une charge générale et culbutent les lignes républicaines qui se replient sur Châtillon. Les soldats restés dans cette place sont totalement désorganisés, beaucoup étant même ivres. Rapidement, la panique se répand et toute l'armée finit par dérouter sur Bressuire. Les Vendéens peuvent ensuite reprendre Châtillon, mais ils se jettent sur les réserves d'eau-de-vie abandonnées par les Républicains et s'enivrent à leur tour.
Cependant Westermann rallie une partie de ses troupes au bois du Moulins aux Chèvres. Il rassemble des fantassins du 9e bataillon d'Orléans, ainsi qu'une centaine de hussards qui prennent chacun un grenadier en croupe. Bien que n'ayant plus que quelques centaines d'hommes, Westermann décide de retourner à Châtillon pour y mener un raid.
Profitant de l'obscurité, la petite troupe parvient à traverser les avant-gardes vendéennes et se répand dans le bourg, où la plupart des soldats vendéens sont endormis. Westermann, constatant que Chalbos ne l'a pas suivi, donne l'ordre de détruire le bourg. Les maisons sont incendiées, des soldats vendéens tués dans leur sommeil, des femmes et des enfants massacrés. Tant bien que mal, les Vendéens se regroupent et contre-attaquent dans une grande confusion. Après quatre heures de combat, Westermann constate que la plupart de ses hommes ont été tués et ordonne la retraite.
À l'aube, après avoir rallié les fuyards et rassemblé leurs troupes, les généraux d'Elbée, Bonchamps, Lescure, La Rochejaquelein et Talmont retournent à Châtillon. Ils constatent la destruction du bourg, presque entièrement ravagé par les incendies et jonché de nombreux cadavres calcinés. Les Vendéens n'osent pas pénétrer dans les ruines et s'en retournent sur Mortagne.

## Pertes
Le bilan humain de la bataille n'est pas connu. Selon l'état des pertes, cependant incomplet, du 14e bataillon de Paris, dit de la République, anciennement des Piquiers, 12 hommes du bataillon sont portés comme tués à Châtillon du 10 au 18 octobre 1793.